# Fossa (anatomia)
Una fossa és, en general, una depressió o un forat d'un os, encara que també es troba en altres parts del cos.
Alguns exemples de fossa són:
- Fossa acetabular
- Fossa coronoïdal
- Fossa cranial anterior
- Fossa cranial mitja
- Fossa cranial posterior
- Fossa ilíaca
- Fossa jugular
- Fossa mandibular
- Fossa oval
- Fossa radial
- Fossa romboide
- Fossa supraclavicular menor
- Fossa temporal